# آرامگاه شیخ منصور خزاعی
آرامگاه شیخ منصور خزاعی _(بقعه) مربوط به دوره تیموریان است و در شهرستان دشتستان، روستای زیارت واقع شده و این اثر در تاریخ ۵ آذر ۱۳۷۹ با شمارهٔ ثبت ۲۸۸۱ به‌عنوان یکی از آثار ملی ایران به ثبت رسیده است. این بقعه واقع در روستای زیارت از توابع بخش مرکزی شهرستان دشتستان یکی از آثارهای تاریخی و از نقاط دیدنی استان بوشهر در جنوب ایران است.

## توضیحات بیشتر
«بقعه شیخ منصور خزاعی» زیارتگاهی در روستای زیارت واقع در شهرستان دشتستان، این اثر مربوط به دورهٔ تیموریان است. این بقعه به علت زلزله ای که در این منطقه رخ داده بود، تخریب شده بود اما توسط مرمت گران بوشهری بازسازی گردید.
از تبار امامزاده علا الدین منصور معروف به شیخ منصور خزاعی با هشت واسطه به امام علی النقی (ع) می‌رسد. شیخ منصور خزایی به دنبال دشمنی خلیفهٔ عباسی به همراه صد نفر در زمان خلافت ابومحمد حسن، سی و سومین خلیفه عباسی به ایران حرکت می‌کند. او پس از ورود به روستای زیارت و مواجه شدن با محاصره والیان و حاکمان و گماشتکان عباسی، ودرگیری با والیان عباسی جنگی رخ می‌دهد، در اثر این جنگ عدهٔ زیادی از دو جانبه کشته می‌شوند که «شیخ منصور خزاعی» نیز از جمله کشته شدگان بود. پس از کشته شدن شیخ، در همان روستا به خاک سپرده شد. بقعه و بارگاه این امامزاده در زمان امیر تیمور لنگ گورکانی و توسط معماران سمرقندی ساخته شده‌است. این بقعه بنایی مستطیل شکل با گنبدی پلکانی بر فراز آن است که از قسمت زیرین تا بالا از تعداد پلکان‌ها کاسته شده و یک پله در راس هرم کم شده‌است. در محل این مقبره کتیبه‌ای سنگی متعلق به قرن هشتم هجری که نیاکان این امامزاده بر روی آن نوشته شده، موجود است.